# Феліно
Феліно (італ. Felino) — муніципалітет в Італії, у регіоні Емілія-Романья,  провінція Парма.
Феліно розташоване на відстані близько 370 км на північний захід від Рима, 90 км на захід від Болоньї, 13 км на південний захід від Парми.
Населення — 8762 особи (2014).

## Демографія
Населення за роками:

Станом на 1 січня 2023 року в муніципалітеті офіційно проживало 1107 іноземців з 50 країн, серед них 177 громадян країн Євросоюзу та 48 громадян України.

## Сусідні муніципалітети
- Калестано
- Лангірано
- Парма
- Сала-Баганца